# Gemeiner Weichkäfer

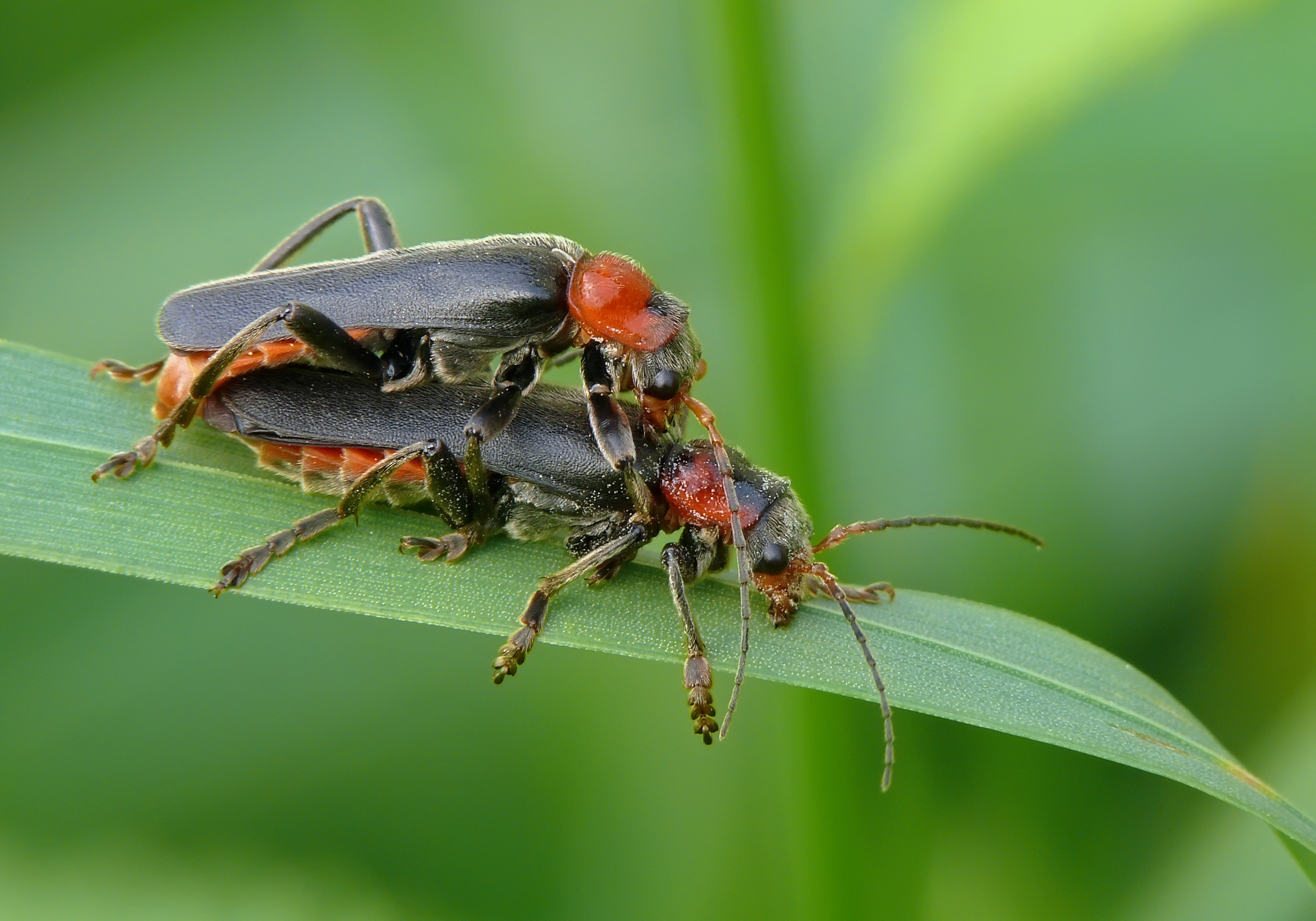
Gemeiner Weichkäfer (Cantharis fusca) bei der Paarung

Der Gemeine Weichkäfer (Cantharis fusca) ist ein Käfer aus der Familie der Weichkäfer (Cantharidae).

## Merkmale
Gemeine Weichkäfer werden 11 bis 15 Millimeter lang und haben einen langgestreckten Körper. Ihre Deckflügel sind leicht behaart und schwarz, das Pronotum ist orangerot und trägt einen schwarzen Fleck in der Mitte, der vorne den Rand des Halsschildes berührt. Der vordere Teil des Kopfes ist orangerot, das Abdomen ist leuchtend orange. Die Fühler sind lang und fadenförmig und bis auf die ersten Glieder, die dunkelrot sind, schwarz. Die Beine sind an der Innenseite ebenfalls rotorange gefärbt.

### Ähnliche Arten
- Cantharis annularis Halsschild rotgelb, selten einfarbig, gewöhnlich in der Mitte mit 2 quergestellten schwarzen Flecken, die oft vereinigt sind.
- Cantharis rustica Halsschild selten einfarbig rot, gewöhnlich in der Mitte mit einem schwarzen, abgerundeten Fleck, der den Vorderrand nicht berührt.

## Vorkommen
Die Käfer sind in Europa weit verbreitet, sie fehlen sowohl im hohen Norden als auch in Südspanien. Im östlichen Mittelmeergebiet und auf dem Balkan gibt es nur wenige Funde. Man findet sie häufig in Gebüschen, an Waldrändern und auch auf Wiesen und Feldern bis in eine Höhe von etwa 1.000 Metern. Sie fliegen von April bis Juni.

## Lebensweise
Die tagaktiven Tiere jagen auf Pflanzen nach kleinen Insekten, sie fressen aber auch tote Insekten. Gelegentlich ernähren sie sich auch von jungen Pflanzentrieben. Die Larven sind schwarz behaart und machen am Boden Jagd auf kleine Insekten und Schnecken. Sie sind sehr kälteresistent und kriechen an milden Wintertagen sogar auf Schnee umher. Nach einigen Häutungen verpuppen sie sich.